# Indian Premier League 2021
Die Indian Premier League 2021 (offiziell: Vivo IPL 2021) war die vierzehnte Saison des im Twenty20-Format ausgetragenen Wettbewerbes für indische Cricket-Teams das zwischen dem 9. April und 30. Mai ausgetragen werden sollte. Am 4. Mai 2021 wurde die verbliebene Saison zunächst verschoben, da es zu mehreren Infektionen mit Covid-19 in den Teams kam. Daraufhin wurden die verbliebenen Spiele des Turniers in die Vereinigten Arabischen Emirate verlegt und vom 19. September bis zum 15. Oktober 2021 ausgetragen. Im Finale konnten sich die Chennai Super Kings mit 27 Runs gegen die Kolkata Knight Riders durchsetzen.

## Teilnehmer
Die acht teilnehmenden Franchises aus Indien sind:
- Chennai Super Kings
- Delhi Capitals
- Punjab Kings
- Kolkata Knight Riders
- Mumbai Indians
- Rajasthan Royals
- Royal Challengers Bangalore
- Sunrisers Hyderabad

Die Kings XI Punjab wurden dabei in Punjab Kings umbenannt.

## Stadien
Auf Grund der COVID-19-Pandemie wurde am 7. März 2021 verkündet, dass es für die Saison keine Heimstadien geben wird. Dazu werden die Spiele in sechs Stadien jeweils in zusammenhängenden Abschnitten ausgetragen, um die Reisetätigkeiten zu minimieren.
| Stadion                   | Stadt     | Kapazität | Spiele                      |
| ------------------------- | --------- | --------- | --------------------------- |
| Sardar Patel Stadium      | Ahmedabad | 54.000    | 8 Vorrundenspiele; Playoffs |
| M. Chinnaswamy Stadium    | Bengaluru | 42.000    | 10 Vorrundenspiele          |
| M. A. Chidambaram Stadium | Chennai   | 46.000    | 11 Vorrundenspiele          |
| Arun Jaitley Stadium      | Delhi     | 48.000    | 8 Vorrundenspiele           |
| Eden Gardens              | Kolkata   | 82.000    | 10 Vorrundenspiele          |
| Wankhede Stadium          | Mumbai    | 33.000    | 11 Vorrundenspiele          |

Nachdem ein Teil der Saison in die Vereinigten Arabischen Emirate verlegt wurden, wurden die folgenden Stadien genutzt:
| Stadion                             | Stadt     | Kapazität | Spiele |
| ----------------------------------- | --------- | --------- | ------ |
| Sheikh Zayed Cricket Stadium        | Abu Dhabi | 20.000    |        |
| Dubai International Cricket Stadium | Dubai     | 25.000    |        |
| Sharjah Cricket Association Stadium | Sharjah   | 27.000    |        |

## Ergebnisse

### Tabelle
Die Tabelle der Vorrunde gestaltet sich wie folgt:
| Teams                  | Sp. | S  | N  | NR | P  | NRR    |
| ---------------------- | --- | -- | -- | -- | -- | ------ |
| Delhi Capitals         | 14  | 10 | 4  | 0  | 20 | +0.481 |
| Chennai Super Kings    | 14  | 9  | 5  | 0  | 18 | +0.455 |
| Royal Chall. Bangalore | 14  | 9  | 5  | 0  | 18 | –0.140 |
| Kolkata Knight Riders  | 14  | 7  | 7  | 0  | 14 | +0.587 |
| Mumbai Indians         | 14  | 7  | 7  | 0  | 14 | +0.116 |
| Punjab Kings           | 14  | 6  | 8  | 0  | 12 | –0.001 |
| Rajasthan Royals       | 14  | 5  | 9  | 0  | 10 | –0.993 |
| Sunrisers Hyderabad    | 14  | 3  | 11 | 0  | 6  | –0.545 |

| Qualifiziert fürs Halbfinale |
| ---------------------------- |

### Vorrunde
| 9. April Scorecard | Chennai | Mumbai Indians 159-9 (20)                         | – | Royal Chall. Bangalore 160-8 (20) |
|                    |         | Royal Challengers Bangalore gewinnt mit 2 Wickets |   |                                   |

Royal Challengers Bangalore gewann den Münzwurf und entschied sich als Schlagmannschaft zu beginnen. Als Spieler des Spiels wurde Harshal Patel ausgezeichnet.
| 10. April Scorecard | Mumbai | Chennai Super Kings 188-7 (20)       | – | Delhi Capitals 190-3 (20) |
|                     |        | Delhi Capitals gewinnt mit 7 Wickets |   |                           |

Delhi Capitals gewann den Münzwurf und entschied sich als Feldmannschaft zu beginnen. Als Spieler des Spiels wurde Shikhar Dhawan ausgezeichnet.
| 11. April Scorecard | Chennai | Kolkata Knight Riders 187-6 (20)          | – | Sunrisers Hyderabad 177-5 (20) |
|                     |         | Kolkata Knight Riders gewinnt mit 10 Runs |   |                                |

Sunrisers Hyderabad gewann den Münzwurf und entschied sich als Feldmannschaft zu beginnen. Als Spieler des Spiels wurde Nitish Rana ausgezeichnet.
| 12. April Scorecard | Mumbai | Punjab Kings 221-6 (20)         | – | Rajasthan Royals 217-7 (20) |
|                     |        | Punjab Kings gewinnt mit 4 Runs |   |                             |

Rajasthan Royals gewann den Münzwurf und entschied sich als Feldmannschaft zu beginnen. Als Spieler des Spiels wurde Sanju Samson ausgezeichnet.
| 13. April Scorecard | Chennai | Mumbai Indians 152 (20)            | – | Kolkata Knight Riders 142-7 (20) |
|                     |         | Mumbai Indians gewinnt mit 10 Runs |   |                                  |

Kolkata Knight Riders gewann den Münzwurf und entschied sich als Feldmannschaft zu beginnen. Als Spieler des Spiels wurde Rahul Chahar ausgezeichnet.
| 14. April Scorecard | Chennai | Royal Chall. Bangalore 149-8 (20)              | – | Sunrisers Hyderabad 143-9 (20) |
|                     |         | Royal Challengers Bangalore gewinnt mit 6 Runs |   |                                |

Sunrisers Hyderabad gewann den Münzwurf und entschied sich als Feldmannschaft zu beginnen. Als Spieler des Spiels wurde Glenn Maxwell ausgezeichnet.
| 15. April Scorecard | Mumbai | Delhi Capitals 147-8 (20)              | – | Rajasthan Royals 150-7 (19.4) |
|                     |        | Rajasthan Royals gewinnt mit 3 Wickets |   |                               |

Rajasthan Royals gewann den Münzwurf und entschied sich als Feldmannschaft zu beginnen. Als Spieler des Spiels wurde Jaydev Unadkat ausgezeichnet.
| 16. April Scorecard | Mumbai | Punjab Kings 106-8 (20)                   | – | Chennai Super Kings 107-4 (15ö4) |
|                     |        | Chennai Super Kings gewinnt mit 6 Wickets |   |                                  |

Chennai Super Kings gewann den Münzwurf und entschied sich als Feldmannschaft zu beginnen. Als Spieler des Spiels wurde Deepak Chahar ausgezeichnet.
| 17. April Scorecard | Chennai | Mumbai Indians 150-5 (20)          | – | Sunrisers Hyderabad 137 (19.4) |
|                     |         | Mumbai Indians gewinnt mit 13 Runs |   |                                |

Mumbai Indians gewann den Münzwurf und entschied sich als Schlagmannschaft zu beginnen. Als Spieler des Spiels wurde Kieron Pollard ausgezeichnet.
| 18. April Scorecard | Chennai | Royal Chall. Bangalore 204-4 (20)               | – | Kolkata Knight Riders 166-8 (20) |
|                     |         | Royal Challengers Bangalore gewinnt mit 38 Runs |   |                                  |

Royal Challengers Bangalore gewann den Münzwurf und entschied sich als Schlagmannschaft zu beginnen. Als Spieler des Spiels wurde AB de Villiers ausgezeichnet.
| 18. April Scorecard | Mumbai | Punjab Kings 195-4 (20)              | – | Delhi Capitals 198-4 (18.2) |
|                     |        | Delhi Capitals gewinnt mit 6 Wickets |   |                             |

Delhi Capitals gewann den Münzwurf und entschied sich als Feldmannschaft zu beginnen. Als Spieler des Spiels wurde Shikhar Dhawan ausgezeichnet.
| 19. April Scorecard | Mumbai | Chennai Super Kings 188-9 (20)          | – | Rajasthan Royals 143-9 (20) |
|                     |        | Chennai Super Kings gewinnt mit 45 Runs |   |                             |

Rajasthan Royals gewann den Münzwurf und entschied sich als Feldmannschaft zu beginnen. Als Spieler des Spiels wurde Moeen Ali ausgezeichnet.
| 20. April Scorecard | Chennai | Mumbai Indians 137-9 (20)            | – | Delhi Capitals 138-4 (19.1) |
|                     |         | Delhi Capitals gewinnt mit 6 Wickets |   |                             |

Mumbai Indians gewann den Münzwurf und entschied sich als Schlagmannschaft zu beginnen. Als Spieler des Spiels wurde Amit Mishra ausgezeichnet.
| 21. April Scorecard | Chennai | Punjab Kings 120 (19.4)                   | – | Sunrisers Hyderabad 121-1 (18.4) |
|                     |         | Sunrisers Hyderabad gewinnt mit 9 Wickets |   |                                  |

Punjab Kings gewann den Münzwurf und entschied sich als Schlagmannschaft zu beginnen. Als Spieler des Spiels wurde Jonny Bairstow ausgezeichnet.
| 21. April Scorecard | Mumbai | Chennai Super Kings 220-3 (20)          | – | Kolkata Knight Riders 202 (19.1) |
|                     |        | Chennai Super Kings gewinnt mit 18 Runs |   |                                  |

Kolkata Knight Riders gewann den Münzwurf und entschied sich als Feldmannschaft zu beginnen. Als Spieler des Spiels wurde Faf du Plessis ausgezeichnet.
| 22. April Scorecard | Mumbai | Royal Chall. Bangalore 177-9 (20)                  | – | Rajasthan Royals 181-0 (16.3) |
|                     |        | Royal Challengers Bangalore gewinnt mit 10 Wickets |   |                               |

Royal Challengers Bangalore gewann den Münzwurf und entschied sich als Feldmannschaft zu beginnen. Als Spieler des Spiels wurde Devdutt Padikkal ausgezeichnet.
| 23. April Scorecard | Chennai | Mumbai Indians 131-6 (20)          | – | Punjab Kings 132-1 (17.4) |
|                     |         | Punjab Kings gewinnt mit 9 Wickets |   |                           |

Punjab Kings gewann den Münzwurf und entschied sich als Feldmannschaft zu beginnen. Als Spieler des Spiels wurde KL Rahul ausgezeichnet.
| 24. April Scorecard | Mumbai | Kolkata Knight Riders 133-9 (20)       | – | Rajasthan Royals 134-4 (18.5) |
|                     |        | Rajasthan Royals gewinnt mit 6 Wickets |   |                               |

Rajasthan Royals gewann den Münzwurf und entschied sich als Feldmannschaft zu beginnen. Als Spieler des Spiels wurde Chris Morris ausgezeichnet.
| 25. April Scorecard | Mumbai | Chennai Super Kings 191-4 (20)          | – | Royal Chall. Bangalore 122-9 (20) |
|                     |        | Chennai Super Kings gewinnt mit 69 Runs |   |                                   |

Chennai Super Kings gewann den Münzwurf und entschied sich als Feldmannschaft zu beginnen. Als Spieler des Spiels wurde Ravindra Jadeja ausgezeichnet.
| 25. April Scorecard | Chennai | Delhi Capitals 159-4 (20) / 8/0 (1)  | – | Sunrisers Hyderabad 159-7 (20) / 7/0 (1) |
|                     |         | Delhi Capitals gewinnt im Super Over |   |                                          |

Delhi Capitals gewann den Münzwurf und entschied sich als Feldmannschaft zu beginnen. Als Spieler des Spiels wurde Prithvi Shaw ausgezeichnet.
| 26. April Scorecard | Ahmedabad | Punjab Kings 123-9 (20)                     | – | Kolkata Knight Riders 126-5 (16.4) |
|                     |           | Kolkata Knight Riders gewinnt mit 5 Wickets |   |                                    |

Kolkata Knight Riders gewann den Münzwurf und entschied sich als Feldmannschaft zu beginnen. Als Spieler des Spiels wurde Eoin Morgan ausgezeichnet.
| 27. April Scorecard | Ahmedabad | Royal Chall. Bangalore 171-5 (20)             | – | Delhi Capitals 170-4 (20) |
|                     |           | Royal Challengers Bangalore gewinnt mit 1 Run |   |                           |

Delhi Capitals gewann den Münzwurf und entschied sich als Feldmannschaft zu beginnen. Als Spieler des Spiels wurde AB de Villiers ausgezeichnet.
| 28. April Scorecard | Delhi | Sunrisers Hyderabad 171-3 (20)            | – | Chennai Super Kings 173-3 (18.3) |
|                     |       | Chennai Super Kings gewinnt mit 7 Wickets |   |                                  |

Sunrisers Hyderabad gewann den Münzwurf und entschied sich als Schlagmannschaft zu beginnen. Als Spieler des Spiels wurde Ruturaj Gaikwad ausgezeichnet.
| 29. April Scorecard | Delhi | Rajasthan Royals 171-4 (20)          | – | Mumbai Indians 172-3 (18.3) |
|                     |       | Mumbai Indians gewinnt mit 7 Wickets |   |                             |

Mumbai Indians gewann den Münzwurf und entschied sich als Feldmannschaft zu beginnen. Als Spieler des Spiels wurde Quinton de Kock ausgezeichnet.
| 29. April Scorecard | Ahmedabad | Kolkata Knight Riders 154-6 (20)     | – | Delhi Capitals 156-3 (16.3) |
|                     |           | Delhi Capitals gewinnt mit 7 Wickets |   |                             |

Delhi Capitals gewann den Münzwurf und entschied sich als Feldmannschaft zu beginnen. Als Spieler des Spiels wurde Prithvi Shaw ausgezeichnet.
| 30. April Scorecard | Ahmedabad | Punjab Kings 179-5 (20)          | – | Royal Chall. Bangalore 145-8 (20) |
|                     |           | Punjab Kings gewinnt mit 34 Runs |   |                                   |

Royal Challengers Bangalore gewann den Münzwurf und entschied sich als Feldmannschaft zu beginnen. Als Spieler des Spiels wurde Harpreet Brar ausgezeichnet.
| 1. Mai Scorecard | Delhi | Chennai Super Kings 218-4 (20)       | – | Mumbai Indians 219-6 (20) |
|                  |       | Mumbai Indians gewinnt mit 4 Wickets |   |                           |

Mumbai Indians gewann den Münzwurf und entschied sich als Feldmannschaft zu beginnen. Als Spieler des Spiels wurde Kieron Pollard ausgezeichnet.
| 2. Mai Scorecard | Delhi | Rajasthan Royals 220-3 (20)          | – | Sunrisers Hyderabad 165-8 (20) |
|                  |       | Rajasthan Royals gewinnt mit 55 Runs |   |                                |

Sunrisers Hyderabad gewann den Münzwurf und entschied sich als Feldmannschaft zu beginnen. Als Spieler des Spiels wurde Jos Buttler ausgezeichnet.
| 2. Mai Scorecard | Ahmedabad | Punjab Kings 166-6 (20)              | – | Delhi Capitals 167-3 (17.4) |
|                  |           | Delhi Capitals gewinnt mit 7 Wickets |   |                             |

Delhi Capitals gewann den Münzwurf und entschied sich als Feldmannschaft zu beginnen. Als Spieler des Spiels wurde Mayank Agarwal ausgezeichnet.

### Verschobene Spiele
Nachdem in drei Teams Infektionen mit Covid-19 festgestellt wurden, wurde die verbliebene Saison bis auf unbestimmt verschoben.
| 19. September Scorecard | Dubai | Chennai Super Kings 156-6 (20)          | – | Mumbai Indians 136-8 (20) |
|                         |       | Chennai Super Kings gewinnt mit 20 Runs |   |                           |

Chennai Super Kings gewann den Münzwurf und entschied sich als Schlagmannschaft zu beginnen. Als Spieler des Spiels wurde Ruturaj Gaikwad ausgezeichnet.
| 20. September Scorecard | Abu Dhabi | Royal Chall. Bangalore 92 (19)              | – | Kolkata Knight Riders 94-1 (10) |
|                         |           | Kolkata Knight Riders gewinnt mit 9 Wickets |   |                                 |

Royal Challengers Bangalore gewann den Münzwurf und entschied sich als Schlagmannschaft zu beginnen. Als Spieler des Spiels wurde Varun Chakravarthy ausgezeichnet.
| 21. September Scorecard | Dubai | Rajasthan Royals 185 (20)           | – | Punjab Kings 183-4 (20) |
|                         |       | Rajasthan Royals gewinnt mit 2 Runs |   |                         |

Punjab Kings gewann den Münzwurf und entschied sich als Feldmannschaft zu beginnen. Als Spieler des Spiels wurde Kartik Tyagi ausgezeichnet.
| 22. September Scorecard | Dubai | Sunrisers Hyderabad 134-9 (20)       | – | Delhi Capitals 139-2 (17.5) |
|                         |       | Delhi Capitals gewinnt mit 8 Wickets |   |                             |

Sunrisers Hyderabad gewann den Münzwurf und entschied sich als Schlagmannschaft zu beginnen. Als Spieler des Spiels wurde Anrich Nortje ausgezeichnet.
| 23. September Scorecard | Abu Dhabi | Mumbai Indians 155-6 (20)                   | – | Kolkata Knight Riders 159-3 (15.1) |
|                         |           | Kolkata Knight Riders gewinnt mit 7 Wickets |   |                                    |

Kolkata Knight Riders gewann den Münzwurf und entschied sich als Feldmannschaft zu beginnen. Als Spieler des Spiels wurde Sunil Narinee ausgezeichnet.
| 24. September Scorecard | Sharjah | Royal Chall. Bangalore 156-6 (20)         | – | Chennai Super Kings 157-4 (18.1) |
|                         |         | Chennai Super Kings gewinnt mit 6 Wickets |   |                                  |

Chennai Super Kings gewann den Münzwurf und entschied sich als Feldmannschaft zu beginnen. Als Spieler des Spiels wurde Dwayne Bravo ausgezeichnet.
| 25. September Scorecard | Abu Dhabi | Delhi Capitals 154-6 (20)          | – | Rajasthan Royals 121-6 (20) |
|                         |           | Delhi Capitals gewinnt mit 33 Runs |   |                             |

Delhi Capitals gewann den Münzwurf und entschied sich als Feldmannschaft zu beginnen. Als Spieler des Spiels wurde Shreyas Iyer ausgezeichnet.
| 25. September Scorecard | Sharjah | Punjab Kings 127-7 (20)         | – | Sunrisers Hyderabad 120-7 (20) |
|                         |         | Punjab Kings gewinnt mit 5 Runs |   |                                |

Sunrisers Hyderabad gewann den Münzwurf und entschied sich als Feldmannschaft zu beginnen. Als Spieler des Spiels wurde Jason Holder ausgezeichnet.
| 26. September Scorecard | Abu Dhabi | Kolkata Knight Riders 171-6 (20)          | – | Chennai Super Kings 172-8 (20) |
|                         |           | Chennai Super Kings gewinnt mit 2 Wickets |   |                                |

Kolkata Knight Riders gewann den Münzwurf und entschied sich als Feldmannschaft zu beginnen. Als Spieler des Spiels wurde Ravindra Jadeja ausgezeichnet.
| 26. September Scorecard | Dubai | Royal Chall. Bangalore 165-6 (20)               | – | Mumbai Indians 111 (18.1) |
|                         |       | Royal Challengers Bangalore gewinnt mit 54 Runs |   |                           |

Mumbai Indians gewann den Münzwurf und entschied sich als Feldmannschaft zu beginnen. Als Spieler des Spiels wurde Glenn Maxwell ausgezeichnet.
| 27. September Scorecard | Dubai | Rajasthan Royals 164-5 (20)               | – | Sunrisers Hyderabad 167-3 (18.3) |
|                         |       | Sunrisers Hyderabad gewinnt mit 7 Wickets |   |                                  |

Rajasthan Royals gewann den Münzwurf und entschied sich als Feldmannschaft zu beginnen. Als Spieler des Spiels wurde Jason Roy ausgezeichnet.
| 28. September Scorecard | Sharjah | Delhi Capitals 127-9 (20)                   | – | Kolkata Knight Riders 130-7 (18.2) |
|                         |         | Kolkata Knight Riders gewinnt mit 3 Wickets |   |                                    |

Kolkata Knight Riders gewann den Münzwurf und entschied sich als Feldmannschaft zu beginnen. Als Spieler des Spiels wurde Sunil Narine ausgezeichnet.
| 28. September Scorecard | Abu Dhabi | Punjab Kings 135-6 (20)              | – | Mumbai Indians 137-4 (19) |
|                         |           | Mumbai Indians gewinnt mit 6 Wickets |   |                           |

Mumbai Indians gewann den Münzwurf und entschied sich als Feldmannschaft zu beginnen. Als Spieler des Spiels wurde Kieron Pollard ausgezeichnet.
| 29. September Scorecard | Dubai | Rajasthan Royals 149-9 (20)                       | – | Royal Chall. Bangalore 153-3 (17.1) |
|                         |       | Royal Challengers Bangalore gewinnt mit 7 Wickets |   |                                     |

Royal Challengers Bangalore gewann den Münzwurf und entschied sich als Feldmannschaft zu beginnen. Als Spieler des Spiels wurde Yuzvendra Chahal ausgezeichnet.
| 30. September Scorecard | Sharjah | Sunrisers Hyderabad 134-7 (20)            | – | Chennai Super Kings 139-4 (19.4) |
|                         |         | Chennai Super Kings gewinnt mit 6 Wickets |   |                                  |

Chennai Super Kings gewann den Münzwurf und entschied sich als Feldmannschaft zu beginnen. Als Spieler des Spiels wurde Josh Hazlewood ausgezeichnet.
| 1. Oktober Scorecard | Dubai | Kolkata Knight Riders 165-7 (20)   | – | Punjab Kings 168-5 (19.3) |
|                      |       | Punjab Kings gewinnt mit 5 Wickets |   |                           |

Punjab Kings gewann den Münzwurf und entschied sich als Feldmannschaft zu beginnen. Als Spieler des Spiels wurde KL Rahul ausgezeichnet.
| 2. Oktober Scorecard | Sharjah | Mumbai Indians 129-8 (20)            | – | Delhi Capitals 132-6 (19.1) |
|                      |         | Delhi Capitals gewinnt mit 4 Wickets |   |                             |

Delhi Capitals gewann den Münzwurf und entschied sich als Feldmannschaft zu beginnen. Als Spieler des Spiels wurde Axar Patel ausgezeichnet.
| 2. Oktober Scorecard | Abu Dhabi | Chennai Super Kings 189-4 (20)         | – | Rajasthan Royals 190-3 (17.1) |
|                      |           | Rajasthan Royals gewinnt mit 7 Wickets |   |                               |

Rajasthan Royals gewann den Münzwurf und entschied sich als Feldmannschaft zu beginnen. Als Spieler des Spiels wurde Ruturaj Gaikwad ausgezeichnet.
| 3. Oktober Scorecard | Sharjah | Royal Chall. Bangalore 164-7 (20)              | – | Punjab Kings 158-6 (20) |
|                      |         | Royal Challengers Bangalore gewinnt mit 6 Runs |   |                         |

Royal Challengers Bangalore gewann den Münzwurf und entschied sich als Schlagmannschaft zu beginnen. Als Spieler des Spiels wurde Glenn Maxwell ausgezeichnet.
| 3. Oktober Scorecard | Dubai | Sunrisers Hyderabad 115-8 (20)              | – | Kolkata Knight Riders 119-4 (19.4) |
|                      |       | Kolkata Knight Riders gewinnt mit 6 Wickets |   |                                    |

Sunrisers Hyderabad gewann den Münzwurf und entschied sich als Schlagmannschaft zu beginnen. Als Spieler des Spiels wurde Shubman Gill ausgezeichnet.
| 4. Oktober Scorecard | Dubai | Chennai Super Kings 136-5 (20)       | – | Delhi Capitals 139-7 (19.4) |
|                      |       | Delhi Capitals gewinnt mit 3 Wickets |   |                             |

Delhi Capitals gewann den Münzwurf und entschied sich als Feldmannschaft zu beginnen. Als Spieler des Spiels wurde Axar Patel ausgezeichnet.
| 5. Oktober Scorecard | Sharjah | Rajasthan Royals 90-9 (20)           | – | Mumbai Indians 94-2 (8.2) |
|                      |         | Mumbai Indians gewinnt mit 8 Wickets |   |                           |

Mumbai Indians gewann den Münzwurf und entschied sich als Feldmannschaft zu beginnen. Als Spieler des Spiels wurde Nathan Coulter-Nile ausgezeichnet.
| 6. Oktober Scorecard | Abu Dhabi | Sunrisers Hyderabad 141-7 (20)         | – | Royal Chall. Bangalore 137-6 (20) |
|                      |           | Sunrisers Hyderabad gewinnt mit 4 Runs |   |                                   |

Royal Challengers Bangalore gewann den Münzwurf und entschied sich als Feldmannschaft zu beginnen. Als Spieler des Spiels wurde Kane Williamson ausgezeichnet.
| 7. Oktober Scorecard | Dubai | Chennai Super Kings 134-6 (20)     | – | Punjab Kings 139-4 (13) |
|                      |       | Punjab Kings gewinnt mit 6 Wickets |   |                         |

Punjab Kings gewann den Münzwurf und entschied sich als Feldmannschaft zu beginnen. Als Spieler des Spiels wurde KL Rahul ausgezeichnet.
| 7. Oktober Scorecard | Sharjah | Kolkata Knight Riders 171-4 (20)          | – | Rajasthan Royals 85 (16.1) |
|                      |         | Kolkata Knight Riders gewinnt mit 86 Runs |   |                            |

Rajasthan Royals gewann den Münzwurf und entschied sich als Feldmannschaft zu beginnen. Als Spieler des Spiels wurde Shivam Mavi ausgezeichnet.
| 8. Oktober Scorecard | Abu Dhabi | Mumbai Indians 235-9 (20)          | – | Sunrisers Hyderabad 193-8 (20) |
|                      |           | Mumbai Indians gewinnt mit 42 Runs |   |                                |

Mumbai Indians gewann den Münzwurf und entschied sich als Schlagmannschaft zu beginnen. Als Spieler des Spiels wurde Ishan Kishan ausgezeichnet.
| 8. Oktober Scorecard | Dubai | Delhi Capitals 164-5 (20)                         | – | Royal Chall. Bangalore 166-3 (20) |
|                      |       | Royal Challengers Bangalore gewinnt mit 7 Wickets |   |                                   |

Royal Challengers Bangalore gewann den Münzwurf und entschied sich als Feldmannschaft zu beginnen. Als Spieler des Spiels wurde K. S. Bharat ausgezeichnet.

### Playoffs

#### Spiel A
| 10. Oktober Scorecard | Dubai | Delhi Capitals 172-5 (20)                 | – | Chennai Super Kings 173-6 (19.4) |
|                       |       | Chennai Super Kings gewinnt mit 4 Wickets |   |                                  |

Chennai Super Kings gewann den Münzwurf und entschied sich als Feldmannschaft zu beginnen. Als Spieler des Spiels wurde Ruturaj Gaikwad ausgezeichnet.

#### Spiel B
| 11. Oktober Scorecard | Sharjah | Royal Chall. Bangalore 138-7 (20)           | – | Kolkata Knight Riders 139-6 (19.4) |
|                       |         | Kolkata Knight Riders gewinnt mit 4 Wickets |   |                                    |

Royal Challengers Bangalore gewann den Münzwurf und entschied sich als Schlagmannschaft zu beginnen. Als Spieler des Spiels wurde Sunil Narine ausgezeichnet.

#### Spiel C
| 13. Oktober Scorecard | Sharjah | Delhi Capitals 135-5 (20)                   | – | Kolkata Knight Riders 136-7 (19.5) |
|                       |         | Kolkata Knight Riders gewinnt mit 3 Wickets |   |                                    |

Kolkata Knight Riders gewann den Münzwurf und entschied sich als Feldmannschaft zu beginnen. Als Spieler des Spiels wurde Venkatesh Iyer ausgezeichnet.

#### Finale
| 15. Oktober Scorecard | Dubai | Chennai Super Kings 192-3 (20)          | – | Kolkata Knight Riders 165-9 (20) |
|                       |       | Chennai Super Kings gewinnt mit 27 Runs |   |                                  |

Kolkata Knight Riders gewann den Münzwurf und entschied sich als Feldmannschaft zu beginnen. Als Spieler des Spiels wurde Faf du Plessis ausgezeichnet.